# Cronologia da pandemia de COVID-19 em maio de 2022
Este artigo documenta a cronologia e epidemiologia do vírus SARS-CoV-2 em maio de 2022, o vírus que causa a COVID-19 e é responsável pela pandemia de COVID-19. Os primeiros casos humanos da COVID-19 foram identificados em Wuhan, República Popular da China, em dezembro de 2019.

## Cronologia

### 1 de maio
- O Canadá registrou 2.243 novos casos, elevando o total para 3.751.326.[1]
- A Malásia registrou 1.503 novos casos, elevando o número total para 4.449.507. São 5.839 recuperações, elevando o número total de recuperações para 4.372.790. Há 3 mortes, elevando o número de mortos para 35.550.[2]
- A Nova Zelândia registrou 5.718 novos casos, elevando o número total para 936.697. Existem 5.705 recuperações, elevando o número total de recuperações para 883.593. Cinco mortes foram relatadas, elevando o número de mortos para 750. Há 52.397 casos ativos (507 na fronteira e 51.890 na comunidade).[3]
- Singapura registrou 1.732 novos casos, elevando o número total para 1.199.640. Uma nova morte foi relatada, elevando o número de mortos para 1.336.[4]

### 2 de maio
- O Canadá registrou 4.946 novos casos, elevando o total para 3.756.272.[5]
- A Malásia registrou 1.352 novos casos, elevando o número total para 4.450.859. Há 6.074 recuperações, elevando o número total de recuperações para 4.378.864. Há cinco mortes, elevando o número de mortos para 35.555.[6]
- A Nova Zelândia registrou 6.726 novos casos, elevando o número total para 943.428. São 5.727, elevando o número total de recuperações para 889.320. Há seis mortes, elevando o número de mortos para 757. Existem 53.395 casos ativos (538 na fronteira e 52.857 na comunidade).[7]
- Singapura registrou 1.336 novos casos, elevando o número total para 1.200.976. Duas novas mortes foram relatadas, elevando o número de mortos para 1.338.[8]
- O apresentador de televisão estadunidense Jimmy Kimmel, que apresenta o Jimmy Kimmel Live!, testou positivo para a COVID-19.[9]

### 3 de maio
- Austrália ultrapassa 6 milhões de casos de COVID-19. Além disso, o país relatou seus primeiros casos da subvariante BA.4 e BA.5.[10]
- O Canadá registrou 4.142 novos casos, elevando o total para 3.760.414.[11]
- A Malásia registrou 922 novos casos, elevando o número total de casos para 4.451.781. São 5.520 recuperações, elevando o número total de recuperações para 4.384.384. Há nove mortes, elevando o número de mortos para 35.564.[12]
- A Nova Zelândia registrou 9.237 novos casos, elevando o número total para 952.697. 6.452 se recuperaram, elevando o número total de recuperações para 895.772. Há 18 mortes, elevando o número de mortos para 777. Há 56.194 casos ativos (613 na fronteira e 55.581 na comunidade).[13]
- Singapura registrou 1.570 novos casos, elevando o número total para 1.202.546. O número de mortos permanece em 1.338.[14]

### 4 de maio
Relatório Semanal da OMS:
- O Canadá registrou 9.883 novos casos, elevando o total para 3.771.460.[16]
- Alemanha ultrapassa 25 milhões de casos de COVID-19.[17]
- A Malásia registrou 1.054 novos casos, elevando o número total de casos para 4.452.835. Há 4.107 recuperações, elevando o número total de recuperações para 4.388.491. Há três mortes, elevando o número de mortos para 35.567.[18]
- A Nova Zelândia registrou 8.578 novos casos, elevando o número total de casos para 961.262. Existem 9.873 recuperações, elevando o número total de recuperações para 905.645. Há 22 mortes, elevando o número de mortos para 801. Há 54.864 casos ativos (660 na fronteira e 54.204 na comunidade).[19]
- Singapura registrou 1.638 novos casos, elevando o número total para 1.204.184. Duas novas mortes foram relatadas, elevando o número de mortos para 1.340.[20]
- O Secretário de Estado dos Estados Unidos, Antony Blinken, testou positivo para a COVID-19.[21]

### 5 de maio
- O Canadá registrou 11.631 novos casos, elevando o total para 3.783.091.[22]
- A Malásia registrou 1.278 novos casos, elevando o número total de casos para 4.454.113. Existem 2.599 recuperações, elevando o número total de recuperações para 4.391.090. Há duas mortes, elevando o número de mortos para 35.569.[23]
- A Nova Zelândia registrou 8.706 novos casos, elevando o número total de casos para 969.959. Existem 9.096 recuperações, elevando o número total de recuperações para 914.741. Há 21 mortes, elevando o número de mortos para 821. Há 54.444 casos ativos (675 na fronteira e 53.769 na comunidade).[24]
- Singapura registrou 4.733 novos casos, elevando o número total para 1.208.917. Quatro novas mortes foram relatadas, elevando o número de mortos para 1.344.[25]

### 6 de maio
- O Canadá registrou 4.262 novos casos, elevando o total para 3.787.353.[26]
- Japão ultrapassa 8 milhões de casos de COVID-19.
- A Malásia registrou 1.251 novos casos, elevando o número total para 4.455.364. Há 3.181 recuperações, elevando o número total de recuperações para 4.394.271. Há sete mortes, elevando o número de mortos para 35.576.[27]
- A Nova Zelândia registrou 7.426 novos casos, elevando o número total para 977.380. Existem 8.295 recuperações, elevando o número total de recuperações para 923.036. Há 23 mortes, elevando o número de mortos para 845. Existem 53.547 casos ativos (679 na fronteira e 52.868 na comunidade).[28]
- Singapura registrou 3.420 novos casos, elevando o número total para 1.212.337. Duas novas mortes foram relatadas, elevando o número de mortos para 1.346.[29]
- Espanha ultrapassa 12 milhões de casos.
- A OMS recalculou o número global de mortes por coronavírus para cerca de 15 milhões. Antes do recálculo, o número de mortos era anteriormente de 6,3 milhões.[30]

### 7 de maio
- O Canadá registrou 2.164 novos casos, elevando o total para 3.789.517.[31]
- A Malásia registrou 1.372 novos casos, elevando o número total para 4.456.736. São 3.610 novos casos, elevando o número total de recuperações para 4.397.881. Há três mortes, elevando o número de mortos para 35.579.[32]
- A Nova Zelândia registrou 6.838 novos casos, elevando o número total para 984.218. Existem 7.110 recuperações, elevando o número total de recuperações para 930.155. Há 11 mortes, elevando o número de mortos para 857. Existem 53.255 casos ativos (692 na fronteira e 52.563 na comunidade).[33]
- Polônia ultrapassa 6 milhões de casos de COVID-19.
- Singapura registrou 3.162 novos casos, elevando o número total para 1.215.499. Quatro novas mortes foram relatadas, elevando o número de mortos para 1.350.[34]

### 8 de maio
- O Canadá registrou 1.938 novos casos, elevando o total para 3.791.455.[35]
- A Malásia registrou 2.153 novos casos, elevando o número total para 4.458.889. Existem 2.869 recuperações, elevando o número total de recuperações para 4.400.750. Há quatro mortes, elevando o número de mortos para 35.583.[36]
- A Nova Zelândia registrou 5.720 novos casos, elevando o número total para 989.946. Existem 5.725 recuperações, elevando o número total de recuperações para 935.880. Há duas mortes, elevando o número de mortos para 860. Há 53.256 casos ativos (699 na fronteira e 52.557 na comunidade).[37]
- Singapura registrou 2.423 novos casos, elevando o número total para 1.217.922. Duas novas mortes foram relatadas, elevando o número de mortos para 1.352.[38]
- Os finalistas da 20ª temporada do American Idol Fritz Hager e o eventual vencedor Noah Thompson testaram positivo para COVID-19 e cantaram suas 7 melhores performances em seu quarto de hotel.[39]

### 9 de maio
- O Canadá registrou 3.803 novos casos, elevando o total para 3.795.258.[40]
- A Malásia registrou 2.246 casos, elevando o número total para 4.461.135. Existem 2.433 recuperações, elevando o número total de recuperações para 4.403.183. Uma morte foi relatada, elevando o número de mortos para 35.584.[41]
- A Nova Zelândia registrou 6.464 casos, elevando o número total para 996.417. Existem 6.726 recuperações, elevando o número total de recuperações para 942.606. Há duas mortes, elevando o número de mortos para 862. Existem 52.999 casos ativos (661 na fronteira e 52.338 na comunidade).[42]
- Singapura registrou 2.271 novos casos, elevando o número total para 1.220.193.[43]
- A governadora de Nova York, Kathy Hochul, testou positivo para a COVID-19.[44]
- A diretora do Conselho de Políticas Domésticas dos Estados Unidos, Susan Rice, testou positivo para a COVID-19.[45][46]

### 10 de maio
- O Canadá registrou 4.102 novos casos, elevando o total para 3.799.360.[47]
- A Malásia registrou 2.605 casos, elevando o número total para 4.463.740. Há 2.014 recuperações, elevando o número total de recuperações para 4.405.197. Há seis mortes, elevando o número de mortos para 35.590.[48]
- A Nova Zelândia registrou 9.251 novos casos e ultrapassa 1 milhão de casos totais em 1.005.674. Há 6.111 recuperações, elevando o número total de recuperações para 948.717. Há 14 mortes, elevando o número de mortos para 876. Existem 56.131 casos ativos (662 na fronteira e 55.469 na comunidade).[49][50]
- Singapura registrou 4.831 novos casos, elevando o número total para 1.225.024. Quatro novas mortes foram relatadas, elevando o número de mortos para 1.356.[51]

### 11 de maio
Relatório Semanal da OMS:
- O Canadá registrou 7.482 novos casos, elevando o total para 3.806.842.[53]
- França ultrapassa 29 milhões de casos de COVID-19. [54]
- A Malásia registrou 3.321 casos, elevando o número total para 4.467.061. Há 1.416 recuperações, elevando o número total de recuperações para 4.406.613. Há oito mortes, elevando o número de mortos para 35.598.[55]
- A Nova Zelândia registrou 8.047 casos, elevando o número total para 1.013.721. Existem 11.667 recuperações, elevando o número total de recuperações para 960.384. Há 29 mortes, elevando o número de mortos para 902. Existem 52.482 casos ativos (556 na fronteira e 51.926 na comunidade).[56]
- Portugal ultrapassa os 4 milhões de casos de COVID-19.[57]
- Singapura registrou 3.890 novos casos, elevando o número total para 1.228.914. Duas novas mortes foram relatadas, elevando o número de mortos para 1.358.[58]
- O magnata dos negócios estadunidense Bill Gates, que co-fundou a Microsoft, testou positivo para a COVID-19. [54]

### 12 de maio
- O Canadá registrou 9.648 novos casos, elevando o total para 3.816.490.[59]
- A Malásia registrou 3.410 novos casos, elevando o número total para 4.470.471. Existem 1.430 recuperações, elevando o número total de recuperações para 4.408.043. Quatro mortes são portadas, elevando o número de mortos para 35.602.[60]
- A Nova Zelândia registrou 9.476 novos casos, elevando o número total para 1.023.205. Existem 8.695 recuperações, elevando o número total de recuperações para 969.079. Há oito mortes, elevando o número de mortos para 911. Existem 53.263 casos ativos (544 na fronteira e 52.719 na comunidade).[61]
- A Coreia do Norte relata um número não especificado de casos, seus primeiros casos oficiais. [62]
- Singapura registrou 3.645 novos casos, elevando o número total para 1.232.559. Três novas mortes foram relatadas, elevando o número de mortos para 1.361.[63]

### 13 de maio
- O Canadá registrou 3.281 novos casos, elevando o total para 3.819.771.[64]
- A Malásia registrou 3.029 novos casos, elevando o número total para 4.473.500. Há 1.116 recuperações, elevando o número total de recuperações para 4.409.159. Há cinco mortes, elevando o número de mortos para 35.607.[65]
- A Nova Zelândia registrou 7.519 novos casos, elevando o número total para 1.030.733. Existem 7.404 recuperações, elevando o número total de recuperações para 976.483. Há 29 mortes, elevando o número de mortos para 940. Existem 53.358 casos ativos (451 na fronteira e 52.907 na comunidade).[66]
- A Coreia do Norte registrou suas primeiras 6 mortes por COVID-19. Um total de aproximadamente 350.000 pessoas foram diagnosticadas com febre relacionada ao COVID. [67]
- Singapura registrou 4.291 novos casos, elevando o número total para 1.236.850. Uma nova morte foi relatada, elevando o número de mortos para 1.362.[68]
- Os Estados Unidos da América ultrapassam 84 milhões de casos. [67]

### 14 de maio
- O Canadá registrou 1.575 novos casos, elevando o total para 3.821.346.[69]
- Itália ultrapassa 17 milhões de casos de COVID-19.
- A Malásia registrou 2.373 casos, elevando o número total para 4.475.873. São 1.340 recuperações, elevando o número total de recuperações para 4.410.499. Há cinco mortes, elevando o número de mortos para 35.612.[70]
- A Nova Zelândia registrou 7.130 novos casos, elevando o número total para 1.037.855. Existem 6.803 recuperações, elevando o número total de recuperações para 983.286. Há 17 mortes, elevando o número de mortos para 958. Existem 53.660 casos ativos (515 na fronteira e 53.145 na comunidade).[71]
- A Coreia do Norte registrou mais 174.440 casos de febre relacionada ao COVID e 21 novas mortes.[72]
- Singapura registrou 3.383 novos casos, elevando o número total para 1.240.233.[73]
- A primeira-ministra da Nova Zelândia, Jacinda Ardern, testou positivo para a COVID-19.[74]

### 15 de maio
- O Canadá registrou 1.564 novos casos, elevando o total para 3.822.910.[75]
- A Malásia registrou 2.239 novos casos, elevando o número total para 4.478.112. Existem 1.263 recuperações, elevando o número total de recuperações para 4.411.762. Há três mortes, elevando o número de mortos para 35.615.[76]
- A Nova Zelândia registrou 5.819 novos casos, elevando o número total para 1.043.683. Existem 5.719 recuperações, elevando o número total de recuperações para 989.005. Há 14 mortes, elevando o número de mortos para 973. Existem 53.755 casos ativos (458 na fronteira e 53.297 na comunidade).[77]
- Singapura confirmou 3 novos casos das subvariantes Omicron BA.4 e BA.5.[78] Ao mesmo tempo, foram notificados 2.651 novos casos, elevando o número total para 1.242.884. Uma nova morte foi relatada, elevando o número de mortos para 1.363.[79]
- Taiwan (República da China) registrou 68.769 novos casos diários, elevando o número total para 768.543.[80]

### 16 de maio
- O Canadá registrou 1.653 novos casos, elevando o total para 3.827.554.[81]
- A Malásia registrou 1.697, elevando o número total para 4.479.809. Existem 1.548 recuperações, elevando o número total de recuperações para 4.413.310. Há cinco mortes, elevando o número de mortos para 35.620.[82]
- A Nova Zelândia registrou 7.108 novos casos, elevando o número total para 1.050.797. Existem 6.466 recuperações, elevando o número total de recuperações para 995.471. Há seis mortes, elevando o número de mortos para 978. Há 54.397 casos ativos (507 na fronteira e 53.890 na comunidade).[83]
- Singapura registrou 2.123 novos casos, elevando o número total para 1.245.007. Três novas mortes foram relatadas, elevando o número de mortos para 1.366.[84]
- Os Estados Unidos registraram um milhão de mortes ao longo da pandemia.[85]

### 17 de maio
- O Canadá registrou 3.456 novos casos, elevando o total para 3.829.357.[86]
- A Malásia registrou 1.469 casos, elevando o número total para 4.481.278. Há 1.836 recuperações, elevando o número total de recuperações para 4.415.146. Há três mortes, elevando o número de mortos para 35.623.[87]
- A Nova Zelândia registrou 9.906 novos casos, elevando o número total para 1.060.710. Existem 9.260 recuperações, elevando o número total de recuperações para 1.004.731. Há oito mortes, elevando o número de mortos para 986. Existem 55.042 casos ativos (492 na fronteira e 54.550 na comunidade).[88]
- A Coreia do Norte registrou 269.510 novos casos, ultrapassando 1 milhão de casos relativos, elevando o número total para 1.483.060. Mais seis morreram, elevando o número de mortos para 56.[89]
- Singapura registrou 2.664 novos casos, elevando o número total para 1.247.671. Uma nova morte foi relatada, elevando o número de mortos para 1.367.[90]
- O guitarrista inglês Eric Clapton testou positivo para a COVID-19 e adiou vários shows.[91]

### 18 de maio
Relatório Semanal da OMS:
- O Canadá registrou 5.530 novos casos, elevando o total para 3.834.887.[93]
- A Malásia registrou 2.017 casos, elevando o número total para 4.483.295. São 2.548 recuperações, elevando o número total de recuperações para 4.417.694. Há sete mortes, elevando o número de mortos para 35.630.[94]
- A Nova Zelândia registrou 9.661 casos, elevando o número total para 1.070.373. Há 9.406 recuperações, elevando o número total de recuperações para 1.012.754. Há 30 mortes, elevando o número de mortos para 1.017. Existem 56.652 casos ativos (506 na fronteira e 56.146 na comunidade). [95]
- A Coreia do Norte registrou 232.890 novos casos, elevando o número total para 1.715.950. Outros seis morreram, elevando o número de mortos para 62.[96]
- Singapura registrou 6.442 novos casos, elevando o número total para 1.254.113. Duas novas mortes foram relatadas, elevando o número de mortos para 1.369.[97]
- Taiwan registrou 85.356 novos casos diários, elevando o número total para 981.141.[98]
- O apresentador de televisão estadunidense Jimmy Kimmel, que apresenta o Jimmy Kimmel Live!, testou positivo para a COVID-19 pela segunda vez. Ele contraiu o vírus anteriormente em 2 de maio e se recuperou.[99]

### 19 de maio
- O Canadá registrou 7.546 novos casos, elevando o total para 3.842.433.[100]
- A Malásia registrou 2.124 casos, elevando o número total para 4.485.419. São 2.303 recuperações, elevando o número total de recuperações para 4.419.997. Há três mortes, elevando o número de mortos para 35.633.[101]
- A Nova Zelândia registrou 9.181 casos, elevando o número total para 1.079.557. Há 9.469 recuperações, elevando o número total de recuperações para 1.022.223. Há seis mortes, elevando o número de mortos para 1.022. Existem 56.361 casos ativos (511 na fronteira e 55.850 na comunidade).[102]
- A Coreia do Norte registrou 262.270 novos casos, elevando o número total para 1.978.230. Outra morte foi confirmada mais tarde, elevando o número de mortos para 63.[103]
- Singapura registrou 4.578 novos casos, elevando o número total para 1.258.691. Duas novas mortes foram relatadas, elevando o número de mortos para 1.371.[104]
- Taiwan registrou 90.331 novos casos diários, o segundo mais relativo, desde o primeiro da pandemia, e ultrapassou 1 milhão de casos totais, elevando o número total para 1.071.472.[105]

### 20 de maio
- O Canadá registrou 2.028 novos casos, elevando o total para 3.844.725.[106]
- Alemanha ultrapassa 26 milhões de casos de COVID-19. [107]
- A Malásia registrou 2.063 casos, elevando o número total para 4.487.482. São 2.618 recuperações, elevando o número total de recuperações para 4.422.615. Há cinco mortes, elevando o número de mortos para 35.638.[108]
- A Nova Zelândia registrou 7.899 casos, elevando o número total para 1.087.466. Há 7.519 recuperações, elevando o número total de recuperações para 1.029.742. Há 17 mortes, elevando o número de mortos para 1.039. Existem 56.734 casos ativos (532 na fronteira e 56.202 na comunidade).[109]
- A Coreia do Norte registrou 263.370 novos casos, ultrapassando 2 milhões de casos relativos, elevando o número total para 2.241.610. Duas mortes foram confirmadas, elevando o número de mortos para 65.[110]
- Singapura registrou 4.342 novos casos, elevando o número total para 1.263.033. Três novas mortes foram relatadas, elevando o número de mortos para 1.374.[111]
- Tuvalu relatou seus primeiros 3 casos em isolamento gerenciado. [112]
- A primeira-ministra da Escócia, Nicola Sturgeon, testou positivo para a COVID-19.[113]

### 21 de maio
- O Canadá registrou 1.221 novos casos, elevando o total para 3.845.946.[114]
- A Malásia registrou 2.021 casos, elevando o número total para 4.489.503. Existem 3.162 recuperações, elevando o número total de recuperações para 4.425.777. Há três mortes, elevando o número de mortos para 35.641.[115]
- A Nova Zelândia registrou 6.720 casos, elevando o número total para 1.094.192. Há 7.118 recuperações, elevando o número total de recuperações para 1.036.860. Há sete mortes, elevando o número de mortos para 1.045. Existem 56.335 casos ativos (554 na fronteira e 55.781 na comunidade).[116]
- A Coreia do Norte registrou 219.030 novos casos, elevando o número total para 2.460.640. Outra morte foi confirmada mais tarde, elevando o número de mortos para 66.[117]
- Singapura registrou 3.775 novos casos, elevando o número total para 1.266.808.[118]

### 22 de maio
- O Canadá registrou 1.052 novos casos, elevando o total para 3.846.998.[119]
- A Malásia registrou 1.817 casos, elevando o número total para 4.491.320. São 3.389 recuperações, elevando o número total de recuperações para 4.429.166. Há duas mortes, elevando o número de mortos para 35.643.[120]
- A Nova Zelândia registrou 2.050 casos, elevando o número total para 1.099.250. Há 5.818 recuperações, elevando o número total de recuperações para 1.042.678. Há 10 mortes, elevando o número de mortos para 1.055. Existem 55.565 casos ativos (540 na fronteira e 55.025 na comunidade).[121]
- A Coreia do Norte registrou 186.090 novos casos, elevando o número total para 2.646.730. Outra morte foi posteriormente confirmada, elevando o número de mortos para 67.[122]
- Singapura registrou 2.827 novos casos, elevando o número total para 1.269.635. Uma nova morte foi relatada, elevando o número de mortos para 1.375.[123]
- O ex-general do exército filipino Carlito Galvez Jr. testou positivo para a COVID-19.[124]

### 23 de maio
- O Canadá registrou 668 novos casos, elevando o total para 3.847.666.[125]
- A Malásia registrou 1.544 casos, elevando o número total para 4.492.864. São 2.905 recuperações, elevando o número total de recuperações para 4.432.071. Há duas mortes, elevando o número de mortos para 35.645.[126]
- A Nova Zelândia registrou 6.058 casos, elevando o número total para 1.105.317. Há 7.105 recuperações, elevando o número total de recuperações para 1.049.783. Há dez mortes, elevando o número de mortos para 1.064. Existem 54.517 casos ativos (553 na fronteira e 53.964 na comunidade).[127]
- A Coreia do Norte registrou 167.650 novos casos, elevando o número total para 2.814.380. Outra morte foi confirmada mais tarde, elevando o número de mortos para 68.[128]
- Singapura registrou 2.751 novos casos, elevando o número total para 1.272.386. Duas novas mortes foram relatadas, elevando o número de mortos para 1.377.[129]
- Os Estados Unidos da América ultrapassam 85 milhões de casos.
- As cantoras de K-Pop Nayeon, Momo, Tzuyu e Mina of Twice testaram positivo para COVID-19.[130]

### 24 de maio
- Austrália ultrapassa 7 milhões de casos de COVID-19.
- O Canadá registrou 3.636 novos casos, elevando o total para 3.851.302.[131]
- A Malásia registrou 1.918 casos, elevando o número total para 4.494.782. Existem 2.124 recuperações, elevando o número total de recuperações para 4.434.195. Há duas mortes, elevando o número de mortos para 35.647.[132]
- A Nova Zelândia registrou 8.500 casos, elevando o número total para 1.113.828. Existem 9.931 recuperações, elevando o número total de recuperações para 1.059.714. Há 14 mortes, elevando o número de mortos para 1.071. Existem 53.083 casos ativos (556 na fronteira e 52.527 na comunidade).[133]
- A Coreia do Norte registrou 134.520 novos casos, elevando o número total para 2.948.900. O número de mortos é de 68.[134]
- Singapura registrou 5.727 novos casos, elevando o número total para 1.278.113. Uma nova morte foi relatada, elevando o número de mortos para 1.378.[135]
- O ator sul-coreano Kim Woo-bin testou positivo para a COVID-19.[136]

### 25 de maio
Relatório Semanal da OMS:
- O Canadá registrou 3.952 novos casos, elevando o total para 3.855.281.[138]
- A Malásia registrou 2.430 casos, elevando o número total para 4.497.212. Há 2.192 recuperações, elevando o número total de recuperações para 4.436.387. Há seis mortes, elevando o número de mortos para 35.653.[139]
- A Nova Zelândia registrou 8.228 casos, elevando o número total para 1.122.075. Há 9.641 recuperações, elevando o número total de recuperações para 1.069.355. Há dez mortes, elevando o número de mortos para 1.086. Há 51.679 casos ativos (546 na fronteira e 51.113 na comunidade).[140]
- A Coreia do Norte registrou 115.980 novos casos, ultrapassando 3 milhões de casos relativos, elevando o número total para 3.064.880. O número de mortos é de 68.[141]
- Singapura registrou 4.167 novos casos, elevando o número total para 1.282.280. Duas novas mortes foram relatadas, elevando o número de mortos para 1.380.[142]
- A Coreia do Sul registrou 23.956 novos casos diários, superando 18 milhões de casos relativos, elevando o número total para 18.017.923.[143]
- Taiwan registrou 89.389 novos casos relativos diários, o terceiro mais relativo, desde o primeiro da pandemia, elevando o número total para 1.558.380.[144]
- O governador de Washington, Jay Inslee, testou positivo para a COVID-19.[145]

### 26 de maio
- O Canadá registrou 5.404 novos casos, elevando o total para 3.860.685.[146]
- A Malásia registrou 1.845 casos, elevando o número total para 4.499.057. Há 1.825 recuperações, elevando o número total de recuperações para 4.438.212. Há três mortes, elevando o número de mortos para 35.656.[147]
- A Nova Zelândia registrou 7.660 casos, elevando o número total para 1.129.749. Há 9.166 recuperações, elevando o número total de recuperações para 1.078.521. Há 16 mortes, elevando o número de mortos para 1.102. Existem 50.171 casos ativos (526 na fronteira e 49.645 na comunidade).[148]
- A Coreia do Norte registrou 105.500 novos casos, elevando o número total para 3.170.380. O número de mortos é de 68.[149]
- Singapura registrou 3.936 novos casos, elevando o número total para 1.286.216. Duas novas mortes foram relatadas, elevando o número de mortos para 1.382.[150]
- João Almeida, ciclista de estrada português, testou positivo para a COVID-19 e absteve-se do Giro d'Italia 2022.[151]
- Existem mais de 500 milhões de recuperações em todo o mundo.

### 27 de maio
- O Canadá registrou 1.686 novos casos, elevando o total para 3.862.747.[152]
- A Malásia registrou 1.877 casos, elevando o número total para 4.500.934. Existem 1.680 recuperações, elevando o número total de recuperações para 4.439.892. Há duas mortes, elevando o número de mortos para 35.658.[153]
- A Nova Zelândia registrou 6.952 novos casos, elevando o número total para 1.136.708. Há 7.871 recuperações, elevando o número total de recuperações para 1.086.392. Há 30 mortes, elevando o número de mortos para 1.127. Há 49.229 casos ativos (523 na fronteira e 48.706 na comunidade).[154]
- A Coreia do Norte registrou 100.470 novos casos, elevando o número total para 3.270.850. Outra morte foi confirmada mais tarde, elevando o número de mortos para 69.[155]
- Singapura registrou 3.830 novos casos, elevando o número total para 1.290.046. Uma nova morte foi relatada, elevando o número de mortos para 1.383.[156]
- Taiwan registrou 94.855 novos casos relativos diários, os casos mais relativos, desde o primeiro da pandemia, elevando o número total para 1.735.067.[157]

### 28 de maio
- O Canadá registrou 1.144 novos casos, elevando o total para 3.864.265.[158]
- A Malásia registrou 1.645 casos, elevando o número total para 4.502.579. Há 1.809 recuperações, elevando o número total de recuperações para 4.441.701. Há duas mortes, elevando o número de mortos para 35.660.[159]
- A Nova Zelândia registrou 6.424 casos, elevando o número total para 1.143.146. Existem 6.710 recuperações, elevando o número total de recuperações para 1.093.102. Há 11 mortes, elevando o número de mortos para 1.140. Há 48.946 casos ativos (494 na fronteira e 48.452 na comunidade).[160]
- A Coreia do Norte registrou 88.530 novos casos, elevando o número total para 3.359.380. O número de mortos é de 69.[161]
- Singapura registrou 3.323 novos casos, elevando o número total para 1.293.369.[162]
- O governador da Califórnia, Gavin Newsom, testou positivo para a COVID-19.[163]

### 29 de maio
- O Canadá registrou 878 novos casos, elevando o total para 3.865.143.[164]
- A Malásia registrou 1.155 casos, elevando o número total para 4.503.734. São 1.975 recuperações, elevando o número total de recuperações para 4.443.676. Há cinco mortes, elevando o número de mortos para 35.665.[165]
- A Nova Zelândia registrou 4.884 casos, elevando o número total para 1.148.045. Existem 5.050 recuperações, elevando o número total de recuperações para 1.098.152. Há nove mortes, elevando o número de mortos para 1.149. Existem 48.786 casos ativos (460 na fronteira e 48.326 na comunidade).[166]
- A Coreia do Norte registrou 89.500 novos casos, elevando o número total para 3.448.880. O número de mortos é de 69.[167]
- Singapura registrou 2.551 novos casos, elevando o número total para 1.295.920. O número de mortos permanece em 1.383.[168]

### 30 de maio
- O Canadá registrou 1.898 novos casos, elevando o total para 3.867.041.[169]
- A Malásia registrou 1.325 novos casos, elevando o número total para 4.505.059. Há 1.935 recuperações, elevando o número total de recuperações para 4.445.611. Há quatro mortes, elevando o número de mortos para 35.669.[170]
- A Nova Zelândia registrou 5.888 casos, elevando o número total de casos para 1.153.946. Existem 6.062 recuperações, elevando o número total de recuperações para 1.104.214. Há cinco mortes, elevando o número de mortos para 1.154. Há 48.620 casos ativos (467 na fronteira e 48.153 na comunidade).[171]
- A Coreia do Norte registrou 100.710 novos casos, elevando o número total para 3.549.590. Outra morte foi confirmada mais tarde, elevando o número de mortos para 70.[172]
- Singapura registrou 2.389 novos casos, elevando o número total para 1.298.309. Três novas mortes foram relatadas, elevando o número de mortos para 1.386.[173]

### 31 de maio
- O Canadá registrou 2.133 novos casos, elevando o total para 3.869.190.[174]
- A Malásia registrou 1.451 novos casos, elevando o número total para 4.506.510. Há 2.071 recuperações, elevando o número total de recuperações para 4.447.682. Há sete mortes, elevando o número de mortos para 35.676.[175]
- A Nova Zelândia registrou 8.515 novos casos, elevando o número total para 1.162.499. Há 8.487 recuperações, elevando o número total de recuperações para 1.112.701. 16 mortes foram relatadas, elevando o número de mortos para 1.172. São 48.670 casos ativos (491 na fronteira e 48.179).[176]
- A Coreia do Norte registrou 96.020 novos casos, elevando o número total para 3.645.610. O número de mortos é de 70.[177]
- Singapura registrou 4.985 novos casos, elevando o número total para 1.303.294. Três novas mortes foram relatadas, elevando o número de mortos para 1.389.[178]
- Taiwan registrou 80.705 novos casos diários e ultrapassou 2 milhões de casos totais, elevando o número total para 2.032.983.[179]
- O shortstop de beisebol do Minnesota Twins, Carlos Correa, testou positivo para a COVID-19 e foi colocado na lista de lesionados.[180]